# Брена (Франция)
Брена́ (фр. Brénaz) — коммуна во Франции, находится в регионе Рона — Альпы. Департамент — Эн. Входит в состав кантона Шампань-ан-Вальроме. Округ коммуны — Белле.
Код INSEE коммуны — 01059.

## География

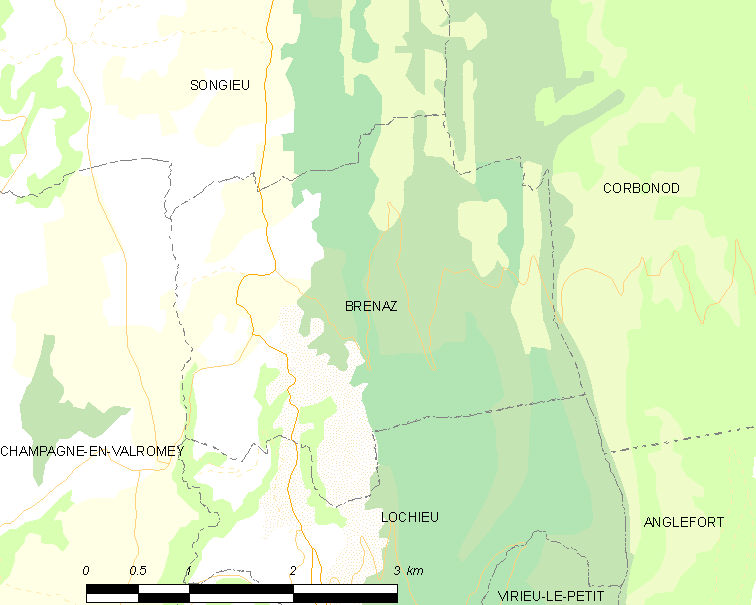
Карта коммуны

Коммуна расположена приблизительно в 420 км к юго-востоку от Парижа, в 75 км восточнее Лиона, в 50 км к юго-востоку от Бурк-ан-Бреса.

## Климат
Климат полуконтинентальный с холодной зимой и тёплым летом. Дожди бывают нечасто, в основном летом.

## Население
Население коммуны на 2010 год составляло 92 человека.
| 1962 | 1968 | 1975 | 1982 | 1990 | 1999 | 2010 |
| ---- | ---- | ---- | ---- | ---- | ---- | ---- |
| 115  | 116  | 103  | 92   | 95   | 105  | 92   |

## Администрация
| Период | Период | Фамилия         | Партия | Примечания |
| ------ | ------ | --------------- | ------ | ---------- |
| 2001   | 2008   | Робер Тарди     |        |            |
| 2008   | 2020   | Паскаль Мартино |        |            |

## Экономика
В 2010 году среди 58 человек трудоспособного возраста (15—64 лет) 44 были экономически активными, 14 — неактивными (показатель активности — 75,9 %, в 1999 году было 69,8 %). Из 44 активных жителей работали 42 человека (25 мужчин и 17 женщин), безработных было 2 (1 мужчина и 1 женщина). Среди 14 неактивных 7 человек были учениками или студентами, 6 — пенсионерами, 1 был неактивным по другим причинам.